# Der elektrische Reiter
Der elektrische Reiter (The Electric Horseman) ist ein US-amerikanisches Filmdrama aus dem Jahr 1979. Regie führte Sydney Pollack, das Drehbuch schrieb Robert Garland.

## Handlung
Norman Steele („Sonny“) hat in der Vergangenheit einige Rodeo-Weltmeisterschaften gewonnen, kann aber aufgrund seiner vielen Knochenbrüche und Verletzungen vom Rodeo bei Wettkämpfen nicht mehr antreten. Stattdessen tritt er im Auftrag eines Lebensmittelkonzerns als Werbefigur auf und verfällt zunehmend dem Alkohol. Bei seinen Auftritten trägt er eine mit zahlreichen Glühlampen bedeckte Cowboy-Kluft.
Vor einem wichtigen Werbeauftritt in Las Vegas bemerkt er, dass dem wertvollen Hengst Rising Star Beruhigungsmittel und Steroide verabreicht werden. Sonny schnappt sich das Pferd und galoppiert davon. Die Fernsehreporterin „Hallie“ Martin, die seinen Auftritten stets kritisch gegenüberstand, verfolgt seine Spur, um über die Geschichte zu berichten. Der Konzernchef Hunt Sears lässt unterdessen nach dem Millionen Dollar teuren Hengst fahnden – das Schicksal von Sonny ist ihm nicht so wichtig.
Auf der Flucht vor den Verfolgern und der Polizei (auf dem Weg nach Utah, wo Sonny das Pferd freilassen möchte), entwickelt sich zwischen ihm und der Reporterin, die Sonny aufgespürt und ihm sich schließlich angeschlossen hat, eine Romanze. Die Berichte, die Hallie an ihren Fernsehsender übermittelt, machen Sonny zu einem Freiheitshelden, bescheren aber auch Sears Verkaufsrekorde. Hallies Berichte werden nun auf allen Sendern wiederholt und für Sonny steigt die Sympathie bei allen Zuschauern, was dazu führt, dass diese ihm nun auch aktiv helfen. Ein Truckfahrer transportiert sie zum Beispiel in seinem Trailer an Polizeisperren vorbei und verzichtet auf die Million Dollar an Belohnung. Dies liegt insbesondere daran, dass Hallie die Kamera auch dann mitlaufen lässt, wenn Sonny dies nicht erwartet. So filmt sie auch Szenen, in denen er ihr erklärt, wie der wertvolle Hengst durch die Beruhigungsmittel und Steroide zeugungsunfähig wird und nur des Profites wegen so schon bald seine wertvollen Gene nicht mehr weitergeben kann. Die Verfolgung wird abgebrochen, da sich die Presse nun eher negativ gegenüber dem Lebensmittelkonzern äußert und dies dem Konzern schadet. Sears besinnt sich auf den Werbevertrag und will wenigstens mit der gezeigten Freilassung des Tieres wieder Pluspunkte sammeln. Sonny erklärt Hallie, wo er das Tier freilassen will, und diese meldet es um ihrer Karriere willen ihrem Sender, bereut dies aber schon bald. Sie warnt deshalb Sonny einen Tag vor dem Ende der Reise vor den Reportern, aber der bleibt völlig entspannt.
Hallie ist verwundert, dass am Ziel ihrer Reise wider Erwarten keine Reportermeute wartet. Erst hier gesteht ihr Sonny, dass er ihr absichtlich ein falsches Ziel genannt hat und dass er darauf vertraute, dass sie zu wenig Ortskenntnis habe, um dies zu merken. Dank dieser Finte warten die zahlreich angereisten Reporter vergeblich am falschen Ort. Sonny hatte Hallie einen 150 km entfernten Ort genannt, um dem Pferd ein Leben in Ruhe und Freiheit zu ermöglichen, und er lässt es frei.
Sonny und Hallie kehren wieder in ihr Alltagsleben zurück.

## Kritiken
Roger Ebert schrieb in der Chicago Sun-Times, der Film versuche, altmodisch zu wirken – es gebe Bösewichte von einem Großkonzern und große Kussszenen bei untergehender Sonne. Der Film versuche jedoch nicht, „völlig harmlos“ zu sein, er spreche zeitgenössische Themen an. Die Beziehung von Fonda und Redford erinnere an jene von Hepburn und Bogart in African Queen und weise eine ähnliche Chemie auf. Der Film sei zu „warm und gemütlich“; er biete zwar „solide Unterhaltung“, verschenke aber einige Chancen – was der Regisseur wahrscheinlich beabsichtigt habe.
Das Lexikon des internationalen Films schrieb, der Film sei ein „mit guten Darstellern glänzend unterhaltender ‚Post-Western‘“. Er träume „von einem Leben in unberührter Natur“ und „von einem Amerika, das frei ist von allem Kommerz“, was „von romantischen Country-and-Western-Balladen“ untermalt sei.
Die Zeitschrift Cinema schrieb, der Film sei eine „spöttische, bezaubernd gespielte Filmfabel über den Werberummel“ sowie ein „Neo-Western mit Witz, Herz und Verstand“.
„Tootsie“-Regisseur Sydney Pollack gelang ein derber, spaßiger und gesellschaftskritischer Post-Western mit einem hervorragend agierenden Darstellergespann. Dies war übrigens einer von vielen Filmen, die der Regisseur gemeinsam mit Hauptdarsteller Redford inszenierte. Weitere Filme des Duos: „Jeremiah Johnson“ (1971), „So wie wir waren“ (1973), „Die drei Tage des Condor“ (1975), „Jenseits von Afrika“ (1985) und „Havanna“ (1990).

## Auszeichnungen
Der Film war 1980 in der Kategorie Bester Ton für den Oscar nominiert. 1981 gewann er als Bester ausländischer Film (Mejor Película Extranjera) den spanischen Premios del Círculo de Escritores Cinematográficos (Cinema Writers Circle Award).

## Hintergründe
Der Film wurde in Las Vegas und in einigen Orten in Utah gedreht. Er spielte in den Kinos der Vereinigten Staaten Schätzungen zufolge 61,8 Millionen US-Dollar ein.